# إسكلة
الأساكل ومفردها إِسكِلة أصله (scalo) هي ما يسمى الآن بـ "رصيف التخزين"، أقامها الفيينيقيون على السواحل الغربية للبحر الأبيض المتوسط وذلك عند قيامهم برحالات لمسافات بعيدة عن مناطق استيطانهم كانت غالبا ما تبنى من مواد بسيطة والغرض منها أن تجد سفنهم مساء كل يوم من الإبحار شاطئا لتأوي إليه ويستريح الطاقم من مشقة التجديف.